# 張名振
張名振（？—1654年），字侯服，應天府江寧縣（今江蘇省南京市）人。

## 生平
年轻时刚直豪爽，有远大的谋略。崇禎元年（1628年）武進士，太監曹化淳延為上賓。崇禎十六年（1643年），擔任台州府石浦遊擊。
1645年清軍南下，南京、杭州俱陷，南明弘光政權覆滅。十一月，張名振等人擁魯王朱以海於紹興擔任監國，以翌年為魯監國元年。張名振受封定西侯、富平將軍。
1646年，紹興陷落，張名振等隨扈魯王逃亡海上，輾轉前往廈門，投靠鄭芝龍的犹子鄭彩。
1648年，張名振迎魯王回到浙東。翌年（1649年），張名振聯合阮進，攻擊奉隆武年號之舟山總兵黃斌卿，將之擊殺於海上，取得舟山島。隨後，張名振迎魯王駐舟山，並籌劃以舟山為根據地，順治六年，駐蹕南田。
順治八年（1651年）九月二日，清軍攻破舟山，大學士張肯堂自殺死，張名振護衛魯王三度航於海上，輾轉於浙江、福建海上；最後與魯王前往廈門，投靠鄭成功。史書記載了一段張名振同鄭成功的一段對話，頗能顯示名振為人，鄭成功問：汝為定西侯數年所做何事？張名振回答：中興大業。鄭成功不屑曰：安在？名振回答：濟則征之實績，不濟則在方寸間耳。鄭成功問：方寸何據？名振回答：在背上。繼而解衣，背上刺有「赤心報國」四子，長徑寸，深入肌裏。
永曆八年（1654年）正月，張名振向鄭成功請師北伐，女眷亦隨軍出征，入長江，師抵南京燕子磯。四月初五，率军返回舟山岛。同年，病逝，遗言将部众交给监军张煌言指挥。张煌言葬其于芦花澳。